# 全国保卫人民大会

旗帜

全国保卫人民大会（法語：Congrès national pour la défense du peuple，缩写为CNDP）是2006年12月由刚果民主共和国洛朗·恩孔达将军在基伍省建立的政治武装民兵组织，主要在基伍省出没。2009年1月，全国保卫人民大会分裂，洛朗·恩孔达被卢旺达政府拘捕，博斯科·恩塔甘达率領分裂出來的成員接受剛果政府軍收編。

## 历史
1998年以後，洛朗·恩孔达一直是叛軍「剛果民主聯盟－戈馬派」的高級軍官。第二次刚果战争於2003年结束后，他獲安排以上校軍階加入過渡政府的軍隊。2004年他獲晉升為少將，但他擔心国际刑事法庭的調查會引致他被逮捕，拒絕繼續聽令於金沙薩政府，並率領一些剛果民盟－戈馬派士兵叛離政府軍，退入北基伍省的森林中對抗剛果政府。
2004年，他的军队袭击了布卡武地区。2006年11月，他率部袭击戈马，这次他的部隊与联合国驻刚果民主共和国任務團巴基斯坦营发生战争，蒙受重大伤亡，当他的实力被削弱之后，他與剛果政府展开谈判，同意把自己的部队編入政府軍。新組建的混合旅包括了來自叛軍與非叛軍的部隊單位，但不涉及把叛軍軍官和士兵分離或調離原活動地區。
2006年12月30日，恩孔达宣布他的組織定名為「全国保卫人民大会」。部隊混編沒有削弱恩孔达對部隊的指揮權，反而讓他的勢力進一步擴大。2007年以前他有2个旅，混編則創建了5个歸他指揮的混合旅，他原有的2个旅第81旅和第83旅以前共有2200人，而到了2007年5月共有约8000到8500名士兵归入他的部下。恩孔达部隊的人数有如此扩张，部分原因是他在此期間吸納背景不明的各式各樣男人加入他的队伍，包括前卢旺达士兵、曾經退役但是除了打仗就沒有其它一技之長的前民兵以及受恩孔達的图西族民粹主义言辭吸引的人。
混編以前，洛朗·恩孔达的部队已控制了戈马大片地区，混編後進一步擴張，朝乌干达边境向東面和北面擴展。新編成的旅收到確立領土控制的命令，恩孔達將其解讀為打击胡图族的“解放卢旺达民主力量”——演變自那些於1994年在盧旺達進行種族滅絕的團體。
2007年3月下旬，洛朗·恩孔达在所控制的地区已經形同自成一国。4月下旬，剛果軍方停止創建第6個原計劃歸恩孔達指揮的旅。4月中旬到5月中旬，恩孔达率部數次進攻“解放卢旺达民主力量”，但戰果不佳。军方要求恩孔达部队接受進一步改編，造成親政府官兵與親恩孔達官兵之間關係惡化，双方紧张对峙。剛果军方参谋长宣布停止对“解放卢旺达民主力量”进攻，隨即引起國際間反對，最終收回原有決定，但表示只有經過改編的部隊單位才可以參與戰事。8月28日，親恩孔達的士兵在魯巴雷伏擊親金沙薩政府的士兵。双方衝突升级，剛果政府於9月6日對全國保衛人民大會展开大规模战争。
2008年，在苏丹尼·马肯加的指揮下，全国保卫人民大会在北基伍省的Kiwandja鎮屠杀67名平民，联合国人权委员会发言人纳维·皮莱指控马肯加犯有战争罪。
2009年1月初，博斯科·恩塔甘达宣布接替洛朗·恩孔达，1月16日，他出现在新闻发布会上。1月22日，洛朗·恩孔达在逃入卢旺达时被捕。刚果总统约瑟夫·卡比拉跟卢旺达总统保罗·卡加梅达成协议，允许卢旺达军队在刚果境内打击激进分子以换取卢旺达向刚果移交洛朗·恩孔达。
2009年3月，“全国保卫人民大会”与刚果民主共和国政府签署和平条约，它同意成为一个政党以换取释放被政府监禁的成员。
2012年，在停火3年后，全国保卫人民大会和刚果政府再次在北基伍省点燃战火。